# 托兒所路站
托兒所路站（英語：Nursery Road station）是巴爾的摩輕軌的車站之一，雖然地址上本站位於巴爾的摩-安納波利斯大道，但實際上本站位於托兒所路與南老安納波利斯路的路口。
本站有37個免費停車位。
本站可轉乘馬里蘭交通管理局17號線。

## 外部連結
- Schedules
- Nursery Road Light Rail Stop on Google Street View